# Brant Broughton
Brant Broughton är en by i civil parish Brant Broughton and Stragglethorpe, i distriktet North Kesteven, i grevskapet Lincolnshire, i England. Byn är belägen 12 km från Newark-on-Trent. Brant Broughton var en civil parish fram till 1931 när blev den en del av Brant Broughton and Stragglethorpe. Civil parish hade 515 invånare år 1921. Byn nämndes i Domedagsboken (Domesday Book) år 1086, och kallades då Burtune.